# Stem Cells
Stem Cells ist eine wissenschaftliche Fachzeitschrift, die vom Wiley-Blackwell-Verlag veröffentlicht wird. Die Zeitschrift wurde 1983 mit dem Namen The International Journal of Cell Cloning gegründet und erhielt im Jahr 1993 den derzeitigen Namen. Sie erscheint monatlich. Es werden Arbeiten zur Erforschung und klinischen Anwendung von Stammzellen veröffentlicht. Der online-Zugang zu den Ausgaben, die älter als ein Jahr sind, ist frei.
Der Impact Factor lag im Jahr 2015 bei 5,902. Nach der Statistik des ISI Web of Knowledge wird das Journal mit diesem Impact Factor in der Kategorie Biotechnologie und angewandte Mikrobiologie an zehnter Stelle von 162 Zeitschriften, in der Kategorie Cell & Tissue Engineering an zweiter Stelle von 21 Zeitschriften, in der Kategorie Zellbiologie an 32. Stelle von 184 Zeitschriften, in der Kategorie Onkologie an 24. Stelle von 213 Zeitschriften und in der Kategorie Hämatologie an vierter Stelle von 68 Zeitschriften geführt.
Chefherausgeberin ist Jan A. Nolta (University of California, Davis, Vereinigte Staaten von Amerika).